# نادي الجيش (سريلانكا)
نادي الجيش الرياضي هو نادي كرة قدم من سريلانكا.

## انجازات
- الدوري السريلانكي الممتاز: 1
  - الفائز: 2008-09
- كأس سريلانكا: 2
  - الفائز: 1960، 2011

## الأداء في بطولات الاتحاد الآسيوي
- كأس رئيس الاتحاد الآسيوي: ظهور وحيد

2009: دور المجموعات
2013: